# Phan Văn Tiến
Phan Văn Tiến (sinh năm 1962) là thẩm phán cao cấp người Việt Nam. Ông hiện giữ chức vụ Chánh án Tòa án nhân dân tỉnh Yên Bái.

## Tiểu sử
Phan Văn Tiến sinh năm 1962, quê quán tại xã Tuân Chính, huyện Vĩnh Tường, tỉnh Vĩnh Phúc.
Ông có bằng Cử nhân Luật.
Ông là đảng viên Đảng Cộng sản Việt Nam.
Ngày 13 tháng 4 năm 2013, Phan Văn Tiến, Phó Chánh án Tòa án nhân dân tỉnh Yên Bái, được Chánh án Tòa án nhân dân tối cao Việt Nam Trương Hòa Bình trao quyết định bổ nhiệm giữ chức vụ Chánh án Tòa án nhân dân tỉnh Yên Bái (Quyết định số 481/QĐ-TCCB ngày ngày 20 tháng 3 năm 2013), nhiệm kì 5 năm, thay cho bà Đinh Thị Hoan nghỉ hưu theo chế độ. Ông Phạm Hồng Quân, sinh năm 1971, thẩm phán trung cấp, Chánh Văn phòng Tòa án nhân dân tỉnh Yên Bái cũng được Trương Hòa Bình bổ nhiệm giữ chức vụ Phó Chánh án Tòa án nhân dân tỉnh Yên Bái (Quyết định số 482/QĐ-TCCB).
Ngày 17 tháng 4 năm 2018, ông được Chủ tịch nước Việt Nam Trần Đại Quang bổ nhiệm chức danh Thẩm phán cao cấp.
Hiện nay (2018), ông đang là Chánh án Tòa án nhân dân tỉnh Yên Bái.